# Krasnaja Zvezda (periodico)
Krasnaja Zvezda (in russo Красная звезда?, lett. "Stella Rossa") è un periodico russo, maggiore organo di comunicazione del Ministero della difesa della Federazione Russa e, fino al 1991, di quello sovietico. 
Esce tre volte la settimana: di lunedì, di mercoledì e di venerdì. Ha 8 colonne di formato D2. La pubblicazione viene stampata a Mosca, San Pietroburgo, Simferopoli e Chabarovsk.

## Storia

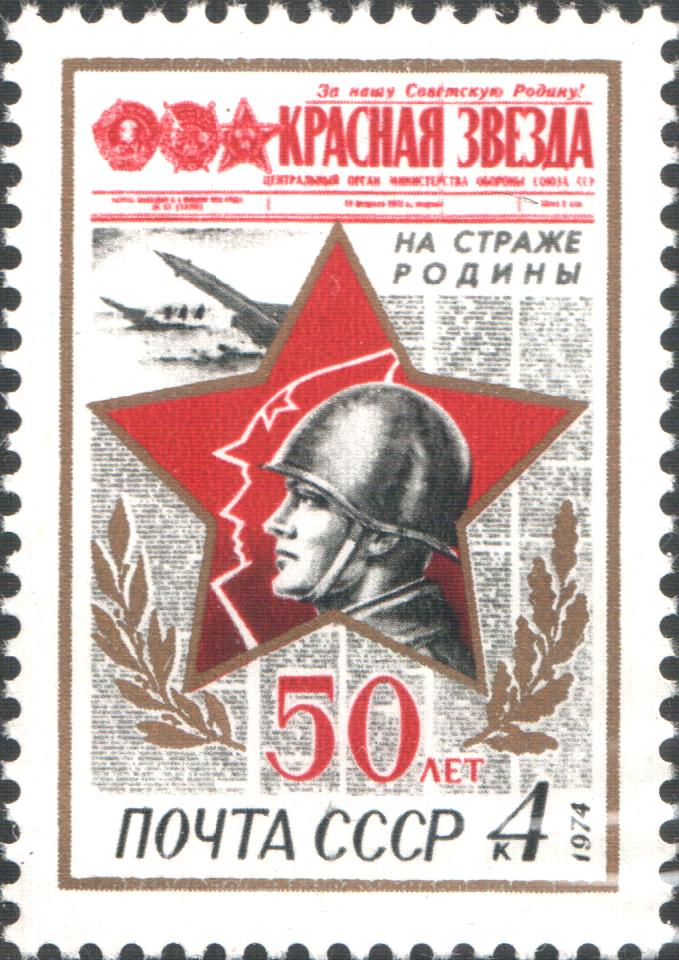
Un francobollo sovietico del 1974

Il giornale è stato fondato per decisione del Politburo il 29 novembre 1923 per essere l'organo di stampa centrale della difesa dell'Unione Sovietica per affari bellici. Il primo numero uscì il 1º gennaio 1924.
Durante la seconda guerra mondiale Krasnaja Zvezda diventò una delle pubblicazioni nazionali guida per l'URSS. Nella sua redazione lavorarono anche scrittori e giornalisti come Michail Šolochov, Aleksej Tolstoj, Vsevolod Višnevskij, Konstantin Simonov, Andrej Platonov e Vasilij Grossman.
Negli anni 1955-1985 il primo redattore del giornale fu il generale-tenente N. I. Makeev.
Durante la primavera del 1992, con l'istituzione del Ministero della difesa della Federazione Russa, Krasnaja Zvezda diventò il suo primo organo di diffusione informativa.